# 대한민국 형사소송법 제35조
대한민국 형사소송법 제35조는 서류·증거물의 열람·등사에 대한 형사소송법의 조문이다.

## 조문
제35조(서류·증거물의 열람·등사) ① 피고인과 변호인은 소송계속 중의 관계 서류 또는 증거물을 열람하거나 등사할 수 있다.
②피고인의 법정대리인, 제28조에 따른 특별대리인, 제29조에 따른 보조인 또는 피고인의 배우자·직계친족·형제자매로서 피고인의 위임장 및 신분관계를 증명하는 문서를 제출한 자도 제1항과 같다.
[전문개정 2007.6.1.]

## 해설

### 피고인의 열람•등사권
1. 공판조서에 대한 열람•등사권(제55조)
2. 소송계속 중의 관계서류 또는 증거물에 대한 열람•등사권(제35조)
3. 증거개시제도로서의 열람•등사권(제266조의3)
4. 증거보전절차에서 작성•수집된 서류나 증거물에 대한 열람•등사권(제I85조)
5. 공판준비기일에서의 열람•등사권(규칙 제123조의5)

### 변호인의 열람•등사권
1. 소송계속 중의 관계서류 또는 증거물에 대한 열람•등사권(제35조)
2. 증거개시제도로서의 열람•등사권(제266조의3)
3. 증거보전절차에서 작성•수집된 서류나 증거물에 대한 열람•등사권(제185조)
4. 공판준비기일에서의 열람•등사권(규칙 제123조의5)
5. 공소제기 전 구속영장실질심사와 체포구속적부심사절차에서 수사기록에 대한 열람•등사권(규칙 제96조의21, 제104조의2)

### 검사의 열람 • 등사권
1. 증거개시제도로서의 열람•등사권(제266조의11)
2. 증거보전절차에서 작성•수집된 서류나 증거물에 대한 열람• 등사권(제185조)
3. 공판준비기일에서의 열람•등사권(규칙 제123조의5)

### 기타의 열람. 등사권
1. 범죄피해자의 공판기록에 대한 열람•등사권(제294조의4)
2. 국민일반의 재판확정기록에 대한 열람•등사권(제59조의2)
3. 긴급체포 후 석방된 자의 열람•등사권(제200조의4 제5항)
4. 재정신청에 있어서 예외적인 경우의 열람•등사권(제262조의2 단서)

## 참고 문헌
- 손동권 신이철, 새로운 형사소송법(초판, 2013), 세창, 2013. ISBN 9788984114081